# ファルコナーラ・マリッティマ
ファルコナーラ・マリッティマ（伊: Falconara Marittima）は、イタリア共和国マルケ州アンコーナ県にある、人口約26,000人の基礎自治体（コムーネ）。

## 地理

### 位置・広がり
アンコーナ県のコムーネ。県都・州都アンコーナから西へ9kmの距離にある。

#### 隣接コムーネ
隣接するコムーネは以下の通り。
- アンコーナ
- カメラータ・ピチェーナ
- キアラヴァッレ
- モンテマルチャーノ

### 気候分類・地震分類
ファルコナーラ・マリッティマにおけるイタリアの気候分類 (it) および度日は、zona D, 1888 GGである。
また、イタリアの地震リスク階級 (it) では、zona 2 (sismicità media) に分類される。

## 行政

### 分離集落
ファルコナーラ・マリッティマには、以下の分離集落（フラツィオーネ）がある。
- Castelferretti, Falconara Alta, Fiumesino, Palombina Vecchia, Rocca Priora, Villanova, Tesoro